# 基爾比島
66°16′S 110°31′E / 66.267°S 110.517°E
基爾比島（英語：Kilby Island）是南極洲的島嶼，位於威爾克斯地，處於麥克馬林島東北面的紐科姆灣入口處，長0.32公里，根據美國海軍拍攝空中照片繪入地圖，現時由南極條約體系管理。